# 장호원읍
장호원읍(長湖院邑)은 대한민국 경기도 이천시의 남동부에 위치한 읍이다. 읍 행정복지센터 소재지는 진암리이다.

## 역사
이 지역은 음죽군이었으나 1914년 부군면 통폐합으로 이천군에 합병되어 청미면이 되었다. 1941년 10월 1일에 장호원읍으로 승격하였고, 1996년 3월 1일에 이천군이 시로 승격하면서 현재에 이른다.

## 지리
서울, 충주, 부산에 이르는 간선도로와 평택, 제천, 영월간의 동서 횡단도로가 교차하는 교통의 요지로 발달하였다. 시가지는 경기도와 충청북도의 경계에 있는 청미천의 서안에 발달되어 동안에 위치한 음성군 감곡면과 함께 쌍자도시를 이루고 있으며, 미곡의 생산량이 많다. 읍내에는 이천온천, 효양산, 설성산, 봉미봉, 수목이 울창한 백족산과 그 기슭의 자점보, 원적산, 율수폭 등이 있다. 특산물은 복숭아이다.

## 행정 구역
- 진암리(珍岩里): 읍 행정복지센터 소재지
- 장호원리(長湖院里)
- 나래리(羅來里)
- 노탑리(老塔里)
- 대서리(大西里)
- 방추리(方楸里)
- 선읍리(善邑里)
- 송산리(松山里)
- 어석리(於石里)
- 오남리(梧南里)
- 와현리(瓦峴里)
- 이황리(梨黃里)
- 풍계리(豊界里)

## 교육
- 장호원초등학교
- 이황초등학교
- 대서초등학교
- 나래초등학교
- 장호원중학교
- 장호원고등학교
- 부원고등학교

## 주요 기관
- 장호원읍 행정복지센터
- 이천경찰서 장호원 파출소
- 이천소방서 장호원 119 안전센터
- 청미도서관
- 청미청소년문화의집
- 남부건강생활지원센터

## 교통

### 버스
- 장호원시외버스터미널

### 도로
- 국도 제3호선
- 국도 제37호선
- 국도 제38호선
- 국도 제21호선

### 철도
1927년부터 1944년까지 경기선 장호원역이 존속하였으나 현재는 철도계 궤도 교통수단이 존재하지 않는다. 중부내륙선 감곡장호원역이 2021년 개통되었다.